# Cesullas
Cesullas (llamada oficialmente Santo Estevo de Cesullas) es una parroquia española del municipio de Cabana de Bergantiños, en la provincia de La Coruña, Galicia.

## Otras denominaciones
La parroquia también es conocida por el nombre de San Esteban de Cesullas.

## Entidades de población
Entidades de población que forman parte de la parroquia:
- Áspera (A Áspera)
- As Rebuiras
- As Redondas
- As Salgueiras
- Balado (O Valado)
- Balsa (A Balsa)
- Bosque (O Bosque)
- Bronllo (O Bronllo)
- Burgo (O Burgo)
- Buzaco (O Buzaco)
- Cabana
- Carballa (A Carballa)
- Carballal (O Carballal)
- Egipto (Exipto)
- Esmorís
- Esqueiro (O Esqueiro)
- Fontela (Fontenla)
- Forca do Lobo (A Forca do Lobo)
- Iglesia (A Igrexa)
- Meixoada (A Meixoada)
- Muíño (O Muíño)
- Neaño
- O Picón
- Pedra Cuca (A Pedra Cuca)
- Penedo
- Puente-Ceso (Ponteceso de Cabana)
- Rebordelo
- Regengo (O Reguengo)
- San Fins
- Seixoso (O Seixoso)
- Ternande

## Demografía
| Gráfica de evolución demográfica de Cesullas entre 2000 y 2018 |
|                                                                |
| Datos según el nomenclátor publicado por el INE.               |